# 篠原泰之進
篠原 泰之進（しのはら たいのしん、文政11年11月16日（1828年12月22日） - 明治44年（1911年）6月13日）は、江戸時代後期の志士。新選組隊士（諸士調役兼監察方及び柔術師範）、御陵衛士。幼名は泰輔、変名を篠塚友平、秦河内（はた かわち)。維新後は、秦林親（はた しげちか）と改名。

## 来歴
筑後国生葉郡高見村（現在の福岡県うきは市浮羽町高見）の豪農および石工業者である篠原元助の長男として生まれる。幼時より武芸を好み、久留米藩の森兵右衛門や種田宝蔵院流槍術師範に槍術と剣術を学ぶ。弘化2年（1845年）、良移心倒流柔術師範の下坂五郎兵衛に柔術を学ぶ。
嘉永5年（1852年）、藩士・小倉一之進に仕えた後、家老・有馬右近の中間となる。安政4年（1858年）、有馬の江戸藩邸勤番に伴って上京し、北辰一刀流を学ぶ。桜田門外の変の影響を受け、翌月に藩邸を脱出し、尊王攘夷の志を抱いて水戸に滞在する。文久元年（1861年）、江戸の揚心流柔術師範・戸塚彦介のもとに潜伏した後、旗本（講武所柔術師範）・窪田鎮勝のもとに滞在して大攘夷論の影響を受ける。翌文久2年（1862年）、大阪や京都にて尊攘志士と交わり、のち諸国を巡る。
文久3年（1863年）、神奈川奉行所の定番役頭取取締だった窪田鎮勝に従い、同奉行所に雇われ、横浜の外国人居留地警備に当たる。この頃、服部武雄や加納鷲雄、佐野七五三之助らと交遊を深める。同年10月、イギリス人3名が税関に乱入したため、縛り上げて海岸に放置する等の暴行事件を起こして江戸に潜伏する。この頃、伊東甲子太郎と交遊を深める。
元治元年（1864年）10月、伊東や三木三郎など計7名で新選組加盟を前提に上京。篠原のみ大阪の谷道場に滞在後、慶応元年（1865年）に加盟し、諸士調役兼監察・柔術師範を務める。近藤勇や伊東に重用され、慶応2年（1866年）の長州征伐後の訊問使の一人として広島に下向している。
慶応3年（1867年）3月、御陵衛士結成に伴って新選組を離脱。この頃、秦河内と称する。油小路事件後は薩摩藩邸に匿われ、12月18日、篠原ら御陵衛士の生き残りは伏見街道にて近藤を襲撃する。明治元年（1868年）の鳥羽・伏見の戦いでは薩摩軍の一員として戦う。戊辰戦争では赤報隊に加わって投獄された後、釈放され、軍曹を拝命して会津戦争や北越戦争で戦功を上げた。
維新後は秦林親と改名。戦功により永世士族の身分、恩賞金250両、終身8人扶持を賜る。明治2年（1869年）に弾正台少巡察、明治5年（1872年）に大蔵省造幣使の監察役。のちに実業家に転身したものの、成功はしなかった。晩年はキリスト教に入信する。明治44年（1911年）に東京市青山にて84歳で死去。青山霊園に墓がある。

## 備考
- 司馬遼太郎の小説『新選組血風録』では、普段から水で耳を洗う癖が仇となって中耳炎で死去したとされているが創作である。そもそも耳を洗う癖は無く、耳を患ったこと自体生涯に一度もなかったという（長男夫人談）。
- 『秦林親日記』は日記ではなく、本人が明治末年に執筆した回顧録である。
- 篠原の遺した手帳から、御陵衛士が英語を学んでいたとする説がある。篠原は息子の英語教育に熱心で、後年、建築家になった長男の泰親は帝国ホテル建築に参加した際、設計者フランク・ロイド・ライトに可愛がられた。泰親は子母澤寛との親交が深く、子母澤の新選組関連著作にも証言者として登場する。もっとも子母澤が書いた篠原関連のエピソードには耳の件ほか創作が多い。
- 父・元助は入婿で、旧姓が秦である。また、一説に丸橋忠弥の血筋ともいう。
- 維新後の篠原は、伊東一派の新選組加盟の目的を、新選組を勤王に衣替えするためだったと語っている。近藤は「徳川あっての今日だ」と言って聞き入れなかったと書き残している。
- 御陵衛士拝命は、篠原の尽力であったとされる。
- 篠原の神奈川奉行所勤務は、窪田が神奈川奉行所取締役に就任したことによる。
- 上京後、伊東らとは違い新選組には即座に加盟せず、大坂の谷万太郎道場に滞在するなど京坂を見学した後、慶応元年（1865年）に至って加盟している。なお、谷とは維新後も交友が続いた。